# آبشار هلمکن
آبشار هِلمکِن (به انگلیسی: Helmcken Falls) آبشاری است بر روی رودخانه مورتل در پارک استانی ولز گری در بریتیش کلمبیا در کشور کانادا واقع شده‌است و بلندترین ریزشگاه آن ۱۴۱ متر ارتفاع دارد. حوضهٔ آبریز این آبشار، رود مورتل است. حفاظت از آبشار هلمکن یکی از دلایل احداث پارک استانی ولز گری در سال ۱۹۳۹ بود. آبشار هلمکن چهارمین آبشار بزرگ در کانادا است.